# Аллан Голдсворт
Аллан Голдсворт (англ. Allan Holdsworth; 6 серпня 1946, Бредфорд, Західний Йоркшир, Англія — 15 квітня 2017, Віста
, Каліфорнія
) — британський джазовий та рок-гітарист, скрипаль та композитор. Він брав участь у роботі з численними гуртами, включаючи Soft Machine, U.K., The Tony Williams Lifetime, Pierre Moerlen's Gong та Bruford, а також займався сольною діяльністю.
Голдсворт був відомий своїм езотеричним та ідіосинкратичним використанням передових концепцій музичної теорії, особливо стосовно мелодії та гармонії. Його музика охоплює широкий спектр складних акордових прогресій, часто використовуючи незвичайні форми акордів абстрактним чином, виходячи з його розуміння «акордових гам», та складні імпровізовані соло, часто через змінні тональні центри. Він використовував безліч гам, часто похідних від таких, як лідійська, зменшена, гармонійна мажорна, доповнена, цілотонна, хроматична та альтерована гами, серед інших, що часто призводило до непередбачуваного та дисонансного «зовнішнього» звуку. Його унікальна техніка легато-соло випливала з його початкового бажання грати на саксофоні. Не маючи змоги його собі дозволити, він прагнув використовувати гітару для створення аналогічно плавних ліній нот. Він також став асоціюватися з грою на ранній формі гітарного синтезатора під назвою SynthAxe, компанію, яку він схвалив у 1980-х роках.

Голдсворта називають одним із тих, хто мав вплив на нього, багатьма рок-, метал- та джазовими гітаристами, як-от Едді Ван Гален, Джо Сатріані, Ґреґ Гоу, Шон Лейн, Річі Котцен, Джон Петруччі, Алекс Лайфсон, Курт Розенвінкель, Інгві Мальмстін, Майкл Ромео, Тай Тейбор, Фредрік Тордендал, Даніель Монґрейн, Джон Фрушанте, Том Морелло, Тосін Абасі та Патрік Мамелі. Френк Заппа колись назвав його «одним із найцікавіших гітаристів на планеті», а Роббен Форд сказав:
Я думаю, що Аллан Голдсворт — це Джон Колтрейн гітари. Не думаю, що хтось може зробити з гітарою стільки, скільки Аллан Голдсворт.

## Раннє життя
Голдсворт народився в Бредфорді, де його виховували бабуся і дідусь по материнській лінії, Сем та Елсі Голдсворт. Він виріс у будинку на Прістман-стріт і навчався у сусідній середній школі на Драммонд-стріт. Сем Голдсворт був джазовим піаністом, який раніше переїхав до Лондона, щоб продовжити музичну кар'єру, але зрештою повернувся до Бредфорда. Голдсворт отримав свою першу гітару у віці 17 років, а початкові музичні уроки йому давав його дід. Його професійна кар'єра розпочалася, коли він приєднався до гурту Glen South Band, який виступав у клубах Mecca по всій Північній Англії.

## Кар'єра звукозапису

### Початок кар'єри та 1970-ті роки

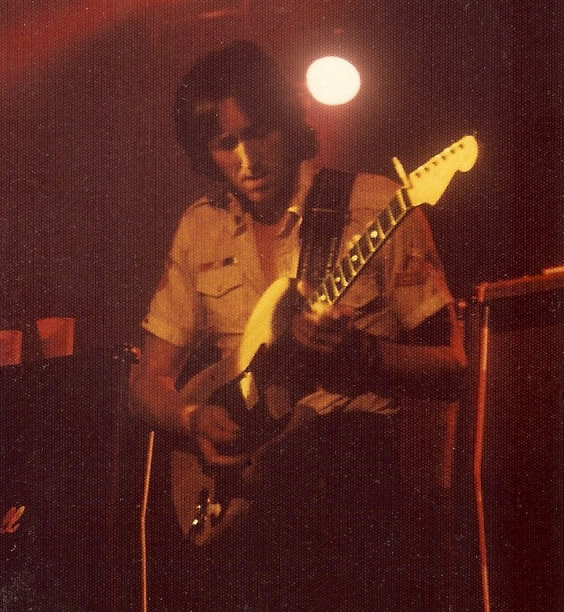
Голдсворт виступає з гуртом UK у театрі Бікон, прибл. 1978 рік

Голдсворт вперше записав власний альбом у 1969 році з гуртом 'Igginbottom під назвою 'Igginbottom's Wrench (пізніше перевиданий під назвою гурту «Allan Holdsworth & Friends»). У 1971 році він приєднався до Sunship, імпровізаційного гурту, до складу якого входили клавішник Алан Говен, майбутній перкусіоніст King Crimson Джеймі М'юр та басист Лорі Бейкер. Вони грали наживо, але так і не випустили жодного записаного матеріалу. Далі був короткий період роботи з джаз-рок-гуртом Nucleus, з яким Голдсворт грав на їхньому альбомі 1972 року Belladonna; також із прогресивним рок-гуртом Tempest на їхньому однойменному першому студійному альбомі 1973 року. Його гру також можна почути на концерті BBC Radio того ж року, який вийшов через кілька десятиліть, у 2005 році, як частина Under the Blossom: The Anthology — збірки Tempest, найбільш відомої завдяки пісні «Gorgon». Існує міський міф, який частково поширює співак Донован, що Голдсворт грав соло фузтон у хіті Донована 1968 року «Hurdy Gurdy Man», але насправді це соло виконав Алан Паркер.
Протягом середини десятиліття Голдсворт працював з різними відомими виконавцями прогресивного року та джаз-ф'южну, включаючи Soft Machine (Bundles та Land of Cockayne), The New Tony Williams Lifetime (Believe It та Million Dollar Legs), Pierre Moerlen's Gong (Gazeuse!, Expresso II та Time is the Key) та Jean-Luc Ponty (Enigmatic Ocean), цей досвід він цінував, особливо час, проведений з ударником Тоні Вільямсом. У 1976 році відбулося перше з численних розчарувань Голдсворта в музичній індустрії, коли лейбл CTI Records випустив запис того, що Голдсворт вважав репетиційною сесією, як офіційний студійний альбом «Velvet Darkness». Це розлютило Голдсворта, який десятиліття потому сказав, що він все ще сильно ненавидить альбом і хотів би, щоб він ніколи не був оприлюднений.
У 1977 році ударник та перший учасник гурту Yes Білл Бруфорд запросив Голдсворта зіграти на його дебютному альбомі Feels Good to Me (випущеному в січні 1978 року). Невдовзі після цього Бруфорд створив прогресивний рок-супергурт U.K. з клавішником/скрипалем Едді Джобсоном та басистом Джоном Веттоном; Голдсворта запросили за рекомендацією Бруфорда. Незважаючи на те, що він добре ладнав з ними особисто та насолоджувався записом їхнього однойменного альбому 1978 року, Голдсворт стверджує, що він «ненавидів» час, проведений з гуртом, і що це було «жахливо» через численні музичні розбіжності під час туру, зокрема бажання Джобсона та Веттона, щоб Голдсворт грав свої соло за організованою структурою на кожному концерті, проти чого він категорично заперечував.
Хоча U.K. продовжував працювати з різними музикантами, Бруфорд повернувся до основного складу свого сольного гурту, який тепер мав назву просто Bruford, а Голдсворта залишили гітаристом. Їхній другий альбом, One of a Kind, вийшов у 1979 році та містив значний внесок Голдсворта, але на той момент він захотів реалізувати власні музичні прагнення та невдовзі покинув гурт, хоча й з деяким небажанням.

### 1980-ті роки
Першою значною співпрацею Голдсворта став альбом Sunbird джазового піаніста Ґордона Бека 1979 року. Їхній перший спільний реліз The Things You See вийшов у 1980 році і був значною мірою схожим проєктом, але без ударних та бас-гітари. Невдовзі після цього Голдсворт об'єднався з ударником Ґері Гасбендом та басистом Полом Кармайклом у тріо, яке стало відомим як False Alarm. Це був перший виступ Голдсворта як лідера гурту, і після придбання колишнього вокаліста Tempest Пола Вільямса гурт було перейменовано на I.O.U. Їхній дебютний однойменний альбом був випущений незалежно в 1982 році, а потім перевиданий у широкому загалі на лейблі Enigma Records у 1985 році.
Відразу після виходу альбому I.O.U. гітарист Едді Ван Гален звернув увагу на Голдсворта виконавчого директора Warner Bros. Records Мо Остіна. Ван Гален раніше захоплено відгукувався про Голдсворта у випуску журналу Guitar Player за 1980 рік, кажучи: «Цей хлопець крутий! Він фантастичний; я його люблю», і що Голдсворт був «найкращим, на мою думку». Крім того, в інтерв'ю журналу Guitar World 1981 року він сказав: «Для мене Аллан Голдсворт — номер один».
Це призвело до випуску Warner Bros. міні-альбому Road Games у 1983 році. Його продюсував давній виконавчий продюсер Van Halen Тед Темплман, і він отримав номінацію на найкраще інструментальне рок-виконання на церемонії вручення премії Ґреммі 1984 року. Однак Голдсворт не любив Road Games через творчі розбіжності з Темплманом. Колишній вокаліст гурту Cream Джек Брюс заспівав у альбомі Road Games (Голдсворт і Брюс грали разом з Біллі Кобемом, Дідьє Локвудом та Девідом Сансіусом під назвою A Gathering of Minds у Монтре в 1982 році), тоді як пізніша версія гурту I.O.U. складалася з Пола Вільямса, ударника Чеда Вакермана (який разом з Газбендом став постійним учасником гурту Голдсворта протягом наступних трьох десятиліть) та басиста Джеффа Берліна.
Переїхавши назавжди до Південної Каліфорнії та різко розійшовшись з Warner Bros., Голдсворт підписав контракт з Enigma для виходу альбому Metal Fatigue 1985 року (разом із вищезгаданим перевиданням I.O.U.). Саме в цей час до гурту приєднався басист Flim & the BB Джиммі Джонсон, який, як і Газбенд та Вакерман, залишався постійним учасником гастрольних гуртів Голдсворта до самої смерті. Востаннє на вокалі виступав Пол Вільямс, з яким, за словами Голдсворт, вони посварилися через продаж Вільямсом бутлеґів наживо.
Альбом Atavachron 1986 року став знаковим релізом, оскільки це був перший альбом, у якому Голдсворта представили роботу з абсолютно новим інструментом під назвою SynthAxe. Цей незвично розроблений MIDI-контролер (відрізняється від гітарного синтезатора) став основним елементом гри Голдсворта до кінця його кар'єри звукозапису, протягом якої він фактично став публічним обличчям інструменту. Наступного року вийшов четвертий альбом Sand, який не містив вокалу та продемонстрував подальші експерименти SynthAxe. Друга співпраця з Гордоном Беком, With a Heart in My Song, відбулася в 1988 році.
Наприкінці 1980-х років Голдсворт заснував власну студію звукозапису під назвою The Brewery у Норт-Каунті, Сан-Дієго, яка стала одним із основних місць запису для всіх його студійних альбомів, починаючи з Secrets у 1989 році, і протягом усіх 1990-х років. В інтерв'ю 2005 року він заявив, що більше не володіє студією після розлучення у 1999 році. Secrets представили піаніста Стіва Ганта, який згодом грав на клавішних як учасник гастрольного гурту Голдсворта, а також для запису ще двох альбомів.

### 1990-ті роки
Співпраця з ф'южн-гітаристом Френком Ґамбале у 1990 році стала результатом співпраці з Truth in Shredding, амбітного спільного проєкту, організованого Марком Варні (братом засновника Shrapnel Records Майка Варні) через його лейбл Legato Records. У грудні того ж року, після смерті гітариста Level 42 Алана Мерфі у 1989 році, гурт запросив Голдсворта виступити як запрошений музикант під час серії концертів у лондонському Hammersmith Odeon. Оскільки колишній партнер I.O.U. Гері Хазбенд тепер є ударником Level 42, усі ці обставини призвели до того, що Голдсворт зробив гітарну роботу над п'ятьма треками для їхнього альбому 1991 року Guaranteed. Голдсворт також грав на перших двох студійних альбомах Чеда Вакермана, Forty Reasons (1991) та The View (1993).
Першим сольним альбомом Голдсворта цього десятиліття став Wardenclyffe Tower 1992 року, в якому продовжував використовувати SynthAxe, а також продемонстрував свій новий інтерес до баритонових гітар власної розробки, створених майстром-лютьєром Біллом ДеЛапом. З виходом альбому Hard Hat Area у 1994 році гастрольний гурт Голдсворта протягом цього та наступного року складався зі Стіва Ганта, Гасбанда та басиста Скулі Сверріссона. Співпраця у 1996 році з братами Андерсом та Єнсом Йоханссонами призвела до створення альбому Heavy Machinery з більш жорсткою грою Голдсворта, ніж зазвичай. Того ж року до нього знову приєднався Ґордон Бек для запису альбому None Too Soon, який містив інтерпретації деяких улюблених джазових стандартів Голдсворта.

### 2000-ті— 2017 рік

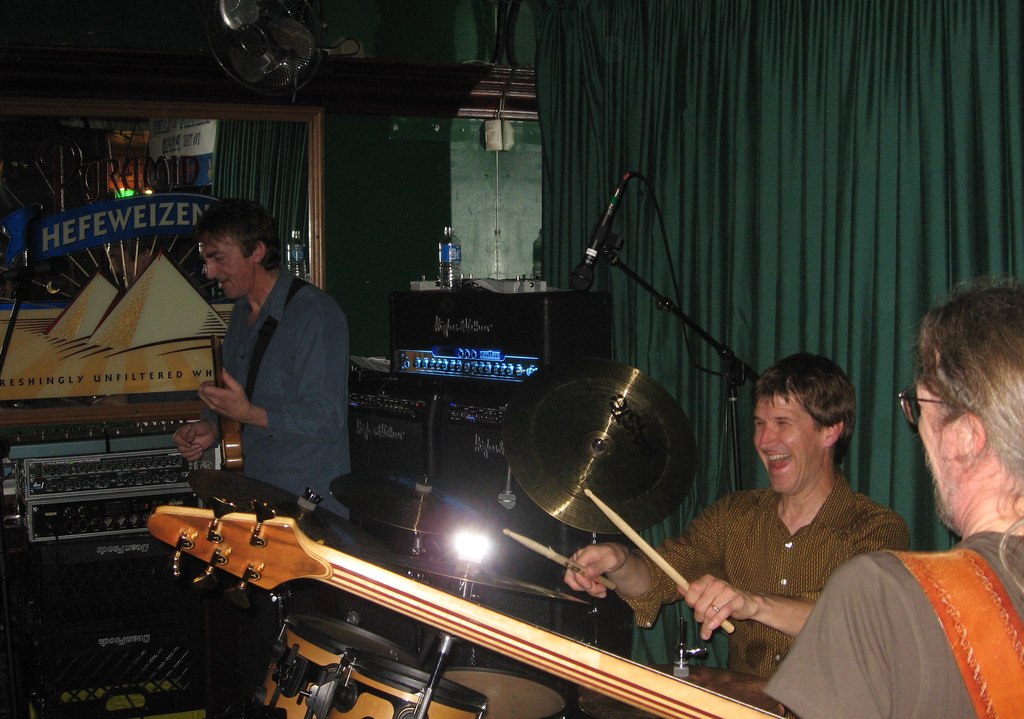
Голдсворт, Чад Вакерман (у центрі) та Джиммі Джонсон (праворуч) у Гантінгтон-Біч, 2006 рік

Десятиліття розпочалося позитивно з виходу альбому The Sixteen Men of Tain у 2000 році, але це виявився останній альбом Голдсворта, записаний у The Brewery. Відразу після цього він різко сповільнив свою сольну діяльність через події в особистому житті. Два офіційних концертних альбоми, All Night Wrong та Then!, були випущені відповідно у 2002 та 2003 роках, а також подвійний збірник The Best of Allan Holdsworth: Against the Clock у 2005 році.
Його одинадцятий альбом Flat Tire: Music for a Non-Existent Movie вийшов у 2001 році. В інтерв'ю 2008 року Голдсворт згадав, що того ж року на лейблі Favored Nations гітариста Стіва Вая мав випустити новий студійний альбом під назвою «Snakes and Ladders», але цього не сталося. Також повідомлялося, що ведеться робота над новим матеріалом з Чедом Вакерманом та Джиммі Джонсоном. В інтерв'ю 2010 року він стверджував, що має достатньо матеріалу для двох альбомів, які планував розпочати запис після концерту в Тель-Авіві.
Протягом другої половини 2000-х років він багато гастролював Північною Америкою та Європою, а також грав як запрошений гравець на альбомах численних виконавців. Зокрема, він брав участь у записі альбому клавішника Дерека Шеріняна 2004 року Mythology, а також у записі альбому 2007 року Quantum разом із супергуртом останнього Planet X, що грає в жанрі прогресивного металу.
У 2006 та 2007 роках він виступав з клавішником Аланом Паскуа, Вакерманом та басистом Джиммі Гасліпом у рамках живого триб'ют-виступу на честь покійного Тоні Вільямса, з яким Голдсворт і Паскуа грали в середині 1970-х років; DVD (Live at Yoshi's) та подвійний альбом (Blues for Tony) цього туру були випущені у 2008 та 2009 роках відповідно. Протягом 2008—2010 років він гастролював з ударниками Террі Боцціо та Петом Мастелотто, а також басистом Тоні Левіним у складі супергурту HoBoLeMa, що грав імпровізовану експериментальну музику. 3 листопада 2011 року Голдсворт виступив у Мумбаї у складі гастрольного гурту ударника Вірджила Донаті. Наступного року Голдсворт втретє приєднався до Чеда Вакермана для запису студійного альбому останнього під назвою Dreams Nightmares and Improvisations.
У 2015 році Голдсворт запустив проєкт PledgeMusic для випуску нового студійного матеріалу в рамках колекції під назвою Tales from the Vault. Альбом вийшов у липні 2016 року.
7 квітня 2017 року лейбл Manifesto Records випустив бокс-сет The Man Who Changed Guitar Forever! The Allan Holdsworth Album Collection, який містить ремастеризовані версії 12 сольних альбомів Аллана. Ці 12 альбомів також були випущені у вініловому бокс-сеті під назвою The Allan Holdsworth Solo Album Collection, що є першим випадком, коли багато з цих альбомів були доступні на вінілі. Водночас Manifesto випустили збірку на двох компакт-дисках Eidolon, до якої увійшли треки, відібрані самим Голдсвортом. За даними The Guardian, він зіграв свій останній концерт у Сан-Дієго 10 квітня 2017 року.

### Посмертні релізи
Станом на 2022 рік Manifesto Records випустив шість посмертних альбомів. Усі вони є архівними записами концертів, отриманими з джазових фестивалів або від державних мовників. Live in Japan 1984, випущений у 2018 році, є першим авторизованим релізом широко розпроданого бутлегами лазерного диска «Tokyo Dream» з лімітованим бонусним DVD. Warsaw Summer Jazz Days '98, випущений у 2019 році, містить CD та DVD концерту, який спочатку транслювався по польському телебаченню. У 2020 році вийшов Frankfurt '86, CD та DVD виступу Голдсворта на Німецькому джазовому фестивалі 1986 року. У 2021 році було випущено два різні концертні записи виступів Голдсворта на джазовому фестивалі в Леверкузені, перший — 1997 року, а другий — 2010 року. У 2022 році було випущено виступ Голдсворта на Міжнародному джазовому фестивалі Джарасум у Кореї у 2014 році.
Голдсворт також з'являється у двох треках альбому німецького виконавця MSM Schmidt 2017 року «Life», його останніх студійних записів, які вийдуть у 2019 році. Пітер Лемер випустив альбом Jet Yellow у 2019 році за участю Голдсворта у треку «Dognose». Однак цей альбом був записаний у 1977 році.

## Композиції та стиль
Сольні композиції Голдсворта переважно інструментальні, але вокал був помітним на всіх його альбомах 1980-х років, окрім Sand. Двома його найчастіше співаками були Пол Вільямс (брав участь у I.O.U., Road Games та Metal Fatigue) та Рованн Марк (Atavachron та Secrets). Крім того, він виконав головну вокальну партію в Igginbottom's Wrench та The Things You See гурту Igginbottom, чого він більше ніколи не робив. На початку своєї кар'єри він час від часу грав на скрипці (Velvet Darkness, Sunbird, Temorary Fault, The Things You See, I.O.U., The Man Who Waved at Trains гурту Soft Machine та Upon Tomorrow гурту Tempest) та на акустичній гітарі: (Bundles, Velvet Darkness, U.K., Gazeuse! та Metal Fatigue). Він вважав, що не вміє грати на акустичній гітарі, оскільки її перкусивний тон не відповідав тому типу гри леґато, який він віддавав перевагу.
Стиль гри Голдсворта поєднував елементи джазу та прогресивного року, а також спирався на гами, часто похідні від таких, як лідійська, гармонійна мажорна, зменшена, доповнена, цілотонна, хроматична та альтерована гами. Наприклад, у своєму навчальному відео він згадав, що часто грав змінені гами, незвичні для пересічного музиканта, такі як фа мінор мажор септима з підвищеною квартою, водночас демонструючи здатність розпізнавати такі складні гами у формі акордів з озвучуванням вгору та вниз по грифу, де кожна нота є членом певної сім'ї.
У своїх соло він широко використовував різні швидкі техніки легато, такі як слайди, гамер-они та пул-офи (останній є персоналізованим методом, більше схожим на «зворотний» гамер-он); де всі вони створюють рідкий свинцевий звук. Одна з причин його відомого акценту на легато, на відміну від гри медіатором, полягала в бажанні зробити звучання між нотами медіатором та легато нерозрізним.
Ще однією з його найбільш впізнаваних рис було використання насичених, перебраних пальцями акордів (часто переповнених дилеєм, хорусом та іншими складними ефектами), які артикулювалися та підтримувалися за допомогою наростаючих гучностей для створення звуків, що нагадують валторну та саксофон. Він сказав, що віддає перевагу обом цим інструментам перед гітарою, остання з яких не була його першим вибором, коли він отримав її від батька, коли тільки починав грати музику. Саме через цю незнайомість з гітарою, у поєднанні зі спробами зробити її звучання більше схожим на саксофон, він спочатку почав використовувати легато, не усвідомлюючи, що на той час це був не поширений метод гри. Крім того, на нього значно вплинули такі саксофоністи, як Джон Колтрейн, Кеннонболл Еддерлі, Майкл Брекер та Чарлі Паркер, а серед його улюблених гітаристів були Джанґо Рейнарт, Джо Пасс, Вес Монтґомері, Джиммі Рейні, Чарлі Крістіан та Генк Марвін.